# هیلتون کلارک (زاده ۱۹۴۴)
هیلتون کلارک (انگلیسی: Hilton Clarke؛ زادهٔ ۳ سپتامبر ۱۹۴۴) دوچرخه‌سوار اهل استرالیا است.  وی در بازی‌های المپیک تابستانی ۱۹۶۸ شرکت کرده است.